# Pachyolpium granulatum
Espèce
Pachyolpium granulatum est une espèce de pseudoscorpions de la famille des Olpiidae.

## Distribution
Cette espèce se rencontre au Venezuela, au Suriname, en Colombie et au Pérou.

## Publication originale
- Beier, « Eine Pseudoscorpioniden-Ausbeute aus Venezuela. », Memorie del Museo Civico di Storia Naturale di Verona,, vol. 4,‎ 1954 , p. 131-142.